# Боуман, Кэтрин
Кэтрин Боуман (англ. Katherine Louise Bouman, Кэти Боумен, англ. Katie Bouman) — учёная в трансдисциплинарной области исследований, объединяющей компьютерное зрение, обработку изображений, атмосферную оптику, астрофотографию и физическое моделирование. Получила особую известность как разработчик алгоритма визуализации сверхмассивной чёрной дыры в ядре галактики Мессье 87 с помощью телескопа горизонта событий (EHT) в апреле 2019 года. Этой темой к тому моменту она занималась как минимум с 2014 года.

## Биография
Боуман получила красный (summa cum laude) диплом бакалавра электротехники в Мичиганском университете в 2011 году и диплом магистра электротехники в МТИ в 2013, где продолжила карьеру в аспирантуре. В 2014 году её магистерской работе была присуждена премия имени Эрнста Гийемина. В 2017 году она успешно защитила диссертацию по теме «Экстремальная съёмка посредством инверсии физической модели: заглядывая за угол и строя изображения чёрных дыр». С 2014 года её научно-исследовательская деятельность была напрямую связана с Телескопом горизонта событий (Event Horizon Telescope); с 2015 она уже была приглашённым докладчиком на научных рабочих встречах, с 2016 её имя как эксперта фигурировало в новостях. В ноябре 2016 года она прочла TED-лекцию на тему «Как получить изображение чёрной дыры», набравшую более двух миллионов просмотров. Параллельно она продолжала публиковаться в научных журналах и сборниках трудов академических конференций, к 2020 году достигнув индекса Хирша 19.
Основная идея, развиваемая Боуман, состоит в том, что чёрные дыры оставляют «тень» в виде облака нагретых газов, которые, в отличие от самой чёрной дыры, поддаются запечатлению с помощью телескопов и их камер.